# 科林斯 (阿拉巴馬州)
科林斯（英語：Corinth）是位於美國阿拉巴馬州溫斯頓縣的一個鬼鎮，位於双泉東南8.5公里。